# If I Were a Carpenter
If I Were a Carpenter est une chanson écrite par le chanteur folk américain  Tim Hardin. Notamment, il l'a chantée au légendaire festival de Woodstock en 1969.
La chanson a été enregistrée en 1966 par Bobby Darin. Publiée en single, elle a atteint la 8e position aux États-Unis (dans le Hot 100 de Billboard) et la 9e au Royaume-Uni.

## Thème de la chanson
Selon le site Songfacts,

« Les paroles sont écrites du point de vue d'un homme demandant à une femme élégante si elle l'aimerait toujours et l'épouserait s'il n'était qu'un menuisier. Il y a peut-être une allusion biblique, car Jésus était menuisier. »

## Reprises
Singles de Four Tops
Yesterday's Dreams
(1968) Don't Let Him Take Your Love From Me
(1968)
Au fil des ans, If Were a Carpenter a été reprise par de nombreux artistes, parmi lesquels :
Joan Baez en 1967 
The Four Tops en 1968
Johnny Cash et June Carter (en duo) en 1970
Bob Seger en 1972
Robert Plant en 1993.

### Adaptations
En 1966, Long Chris adapte If Were a Carpenter en français pour Johnny Hallyday, sous le titre Si j'étais un charpentier.